# Bittacus sjoestedti
Bittacus sjoestedti is een schorpioenvlieg uit de familie van de hangvliegen (Bittacidae). De wetenschappelijke naam van de soort is voor het eerst geldig gepubliceerd door Weele in 1910.
De soort komt voor in Kenia en Tanzania.